# Terry Bell (cầu thủ bóng đá)
Terry Bell (1 tháng 8 năm 1944 – 15 tháng 5 năm 2014) là một cầu thủ bóng đá người Anh thi đấu ở vị trí tiền vệ và tiền đạo.

## Sự nghiệp
Sinh ra ở Nottingham, Bell thi đấu cho Burton Albion, Nottingham Forest, Manchester City, Portsmouth, Nuneaton Borough, Hartlepool United, Reading, Aldershot, Wokingham Town và Hillingdon Borough.

## Cái chết
Bell mất ngày 15 tháng 5 năm 2014, hưởng thọ 69 tuổi.